# Рапацкий, Винцентий
Винцентий Рапацкий (пол. Wincenty Rapacki; 1840—1924) — польский актёр, драматург и беллетрист.

## Биография
Винцентий Рапацкий родился 22 января 1840 года в городе Липно. Окончил Варшавскую драматическую школу. 
Работал актёром в Львове, Кракове и Варшаве, потом стал режиссером варшавских театров. 

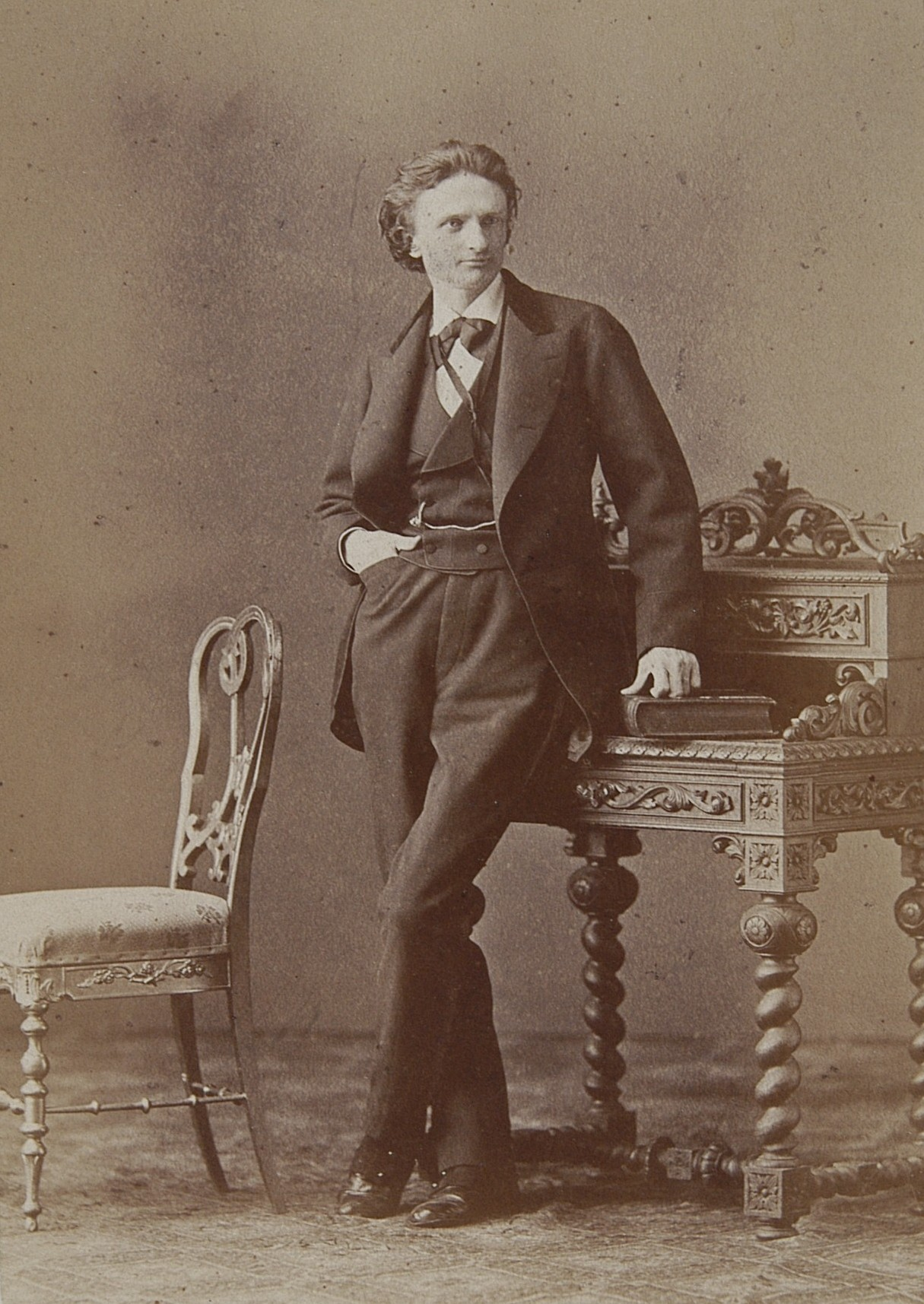
Винцентий Рапацкий (1870)

Из драматических произведений В. Рапацкого наибольший успех выпал на долю пятиактной драмы «Wit Stwosz», с которой он дебютировал в 1874 году; последующие его произведения: «Mikołaj Kopernik», «Mazur Czart» (1876), «Maćko Borkowicz» (1878), «Pro honore domus» (1880), «Sprawa rodzinna», «Odsiecz Wiednia» (1883), «Acernus» были приняты публикой заметно прохладнее. 
Профессор К. И. Храневич, на страницах «Энциклопедического словаря Брокгауза и Ефрона», дал следующую оценку творчеству Винцентия Рапацкого: «Замысел его драм не особенно глубокий, но всегда серьезный; в них есть несколько характерных и живых фигур. Главный их недостаток — отсутствие цельности: драмы Р. кажутся случайным сбором отдельных сцен, сшитых на живую нитку. Язык страдает деланностью, в развитии интриги мало подвижности.» 
Из исторических его повестей более крупные: «Grzechy królewskie» (1605); «Do swiatła», 1887); «Historyoni» (1891); лучшие из драматических произведений — «Odbi janego» (1888) и особенно «Boguslawski i jego scena» (1887), где автор дал ряд живых картин из хорошо знакомой ему актёрской жизни.
Винцентий Рапацкий умер 12 января 1924 года в городе Варшаве и был похоронен на кладбище Старые Повонзки.